# Cuiba
Cuiba (Cuiva, Hiwi) su indijanski narod iz Kolumbije i Venezuele, naseljen duž rijeka Meta, Capanaparo, Arauca i drugima. 
Cuibe su polunomadski lovci i sakupljači koji se sastoje od nekoliko plemenskih skupina koje se prema lokalitetu nazivaju  'ljudi sa...' , to su (prema Alainu Fabreu): Pimene Piwi "gente del río Meta", Aito Piwi ili Masiguare ili Maibén "gente del río Ariporo", Waï Piwi "gente del río Uachadía", Yarawïraxi "gente del río Capanaparo", Mayaraxi "gente del río Arauca", Siripuxi "gente del río Agua Clara").
Ostali autori imaju više manje drugačije nazive i broj njihovih plemenskih skupina i dijalekta.
Jezično pripadaju porodici Guahiban i govore više razumljivih dijalekata.

## Vanjske poveznice
- Cuiva  Arhivirana inačica izvorne stranice od 4. veljače 2009. (Wayback Machine)
- Hiwi